# Tibor Sekelj
Tibor Sekelj (en húngaro: Székely Tibor) (14 de febrero de 1912 - 20 de septiembre de 1988) fue un periodista, explorador, escritor y esperantista. Nació en Spišská Sobota, en el Imperio austrohúngaro (hoy parte de la ciudad de Poprad en Eslovaquia); y falleció en Subotica, en la actual provincia de Voivodina, en Serbia.
Tibor realizó expediciones a través de Sudamérica, Asia y África. Además de húngaro y croata, hablaba numerosas otras lenguas, entre ellas alemán, castellano, francés y esperanto. Fue miembro de la Academia de Esperanto y miembro honorario de la Asociación Universal de Esperanto. Tibor escribió varios libros, ensayos y novelas en esperanto.

## Biografía
Su padre era veterinario y la familia se trasladó muy a menudo. Pocos meses después del nacimiento de Tibor se establecieron en Cenei en la actual Rumanía y en 1922 en Kikinda (Кикинда), Serbia, Yugoslavia, donde finalizó la educación primaria. Después, se mudaron a Nikšić (Никшић), Montenegro, donde terminó la enseñanza media.
Tras comenzar a trabajar como periodista en Zagreb, en 1939 viajó a Argentina, para hacer un reportaje sobre los emigrantes yugoslavos, y permaneció allí durante más de 15 años como periodista y explorador. En 1944 ascendió al Aconcagua, el monte más alto de Sudamérica. Esta expedición la narró en su libro "Tempestad sobre el Aconcagua".
La siguiente exploración en 1948 y 1949, le condujo a regiones no muy conocidas de la selva brasileña. Esa experiencia fue reflejada en su quizá más conocida obra y con seguridad la más traducida (a 22 lenguas), Kumewawa, el hijo de la selva. En paralelo a sus exploraciones, Sekelj se dedicó a la arqueología y la antropología. En 1954 regresó a Yugoslavia, pero continuó viajando con profusión. En 1962 realizó un viaje de un año por África. Desde 1972 vivió en Subotica como director de un museo local.
Manejaba una veintena de lenguas, de las cuales diez con corrección. Fue un miembro activo del movimiento en favor del idioma internacional esperanto. Fue miembro de la Academia de Esperanto y miembro honorario de la Asociación Universal de Esperanto (UEA por sus sisglas en esperanto). En 1985 fue comisionado por la UEA para conseguir una segunda resolución por parte de la UNESCO, en favor del Esperanto, lo que ocurrió en la 23ª conferencia que tuvo lugar en Sofia.

## Obras
Las obras de Tibor Sekelj contienen interesantes informaciones sobre costumbres, arte, etnografía. Escribió en varias lenguas y sus libros fueron traducidos a numerosas otras.

### Libros de viajes
- Tempestad sobre el Aconcagua, escrito originalmente en español, Buenos Aires: Ediciones Peuser, 1944, 274 p. Otras ediciones:
  - Oluja na Aconcagui i godinu dana kasnije, traducción servocroata de Ivo Večeřina, Zagreb 1955, 183 p.
  - Burka na Aconcagui, traducción checa de Eduard V. Tvarožek, Martín: Osveta, 1958, 149 p.
  - Tempesto super Akonkagvo, versión en esperanto de Enio Hugo Garrote, Belgrado: Serbia Esperanto-Ligo, 1959, 227 p.

- La conquista de las cumbres. Colección Oro de Cultura General, Editorial Atlántida, Buenos Aires, Argentina, 1945,160 p.

- Por tierras de Indios, sobre sus aventuras con indios de las selvas brasileñas, escrito originalmente en español, 1946.
  - Durch Brasiliens Urwälder zu wilden Indianerstämmen, traducción alemana de Rodolfo Simon, Zúrich: Orell Füssli, 1950, 210 p.
  - Pralesmi Brazílie, traducción checa de Matilda V. Husárová, Martin: Osveta, 1956, 161 p.
  - V dezeli Indijancev po brazilskih rekah gozdovih, traducción eslovena de Peter Kovacic, Maribor: Zalozba obzorja Maribor, 1966, 252 p.
  - Tra lando de indianoj, traducción al esperanto de Ernesto Sonnenfeld, Malmö: Eldona Societo Esperanto, 1970, 186 p.

- "Viaje fuera del tiempo" viajes por Bolivia, en español, impreso en la Argentina (Imprenta Lopez)  Librería "La Universitaria" de Gisbert y Cia. La Paz 1949
- Nepalo malfermas la pordon (Nepal abre la puerta) sobre su viaje a Nepal, escrita originalmente en Esperanto, La Laguna: Juan Régulo Pérez, 1959, 212 p (= Stafeto popularscienca 2).
  - Nepla otvara vrata, traducción serbia de Antonije Sekelj, Belgrado 1959, 212 p.
  - Window on Nepal, traducción inglesa de Marjorie Boulton, Londres: Robert Hale, 1959, 190 p.
  - Nepal odpira vrata, traducción eslovena de Boris Grabnar, Liubliana: Mladinska knjiga, 1960, 212 p.
- Ĝambo rafiki. La karavano de amikeco tra Afriko (Yambo rafiki, caravana de amistad por África), sobre su expedición humanitaria en África, escrita originalmente en esperanto, Pisa: Edistudio, 1991, 173 p, ISBN 88-7036-041-5.
  - Djambo rafiki. Pot karavane prijateljstva po Afriki, traducción eslovena de Tita Skerlj-Sojar, Liubliana, Mladinska knjiga, 1965, 184 p.
- Ridu per Esperanto, colección de chistes y anécdotas en esperanto, Zagreb 1973, 55 p (= Internacia Kultura Servo 3).
- Premiitaj kaj aliaj noveloj, siete cuentos escritos originalmente en esperanto, Zagreb: Internacia Kultura Servo, 1974, 52 p.
- Kumeŭaŭa, la filo de la ĝangalo (Kumewawa, el hijo de la selva), libro infantil sobre sus aventuras entre los indios brasileños, escrito originalmente en esperanto.
  - 1ª edición Amberes 1979 (Stafeto belliteratura 42)
  - 2ª edición Rotterdam: UEA, 1994, 94 p.
  - Kumeuaua djungels son, traducción sueca de Leif Nordenstorm, Boden 1987, 68 p.
  - Kumevava, az őserdő fia, traducción húngara de István Ertl, Budapest, 1988.
  - Kumevava, syn gxunhliv, traducción ucraniana de Nadija Hordijenko Andrianova, Kiev, Veselka, 1989.
- Mondo de travivaĵoj (Mundo de aventuras), autobiografía sobre sus viajes por diversas partes del mundo. Pisa: Edistudio, 1ª edición 1981, 2ª edición 1990, 284 p, ISBN 88-7036-012-1.
- Neĝhomo (Hombre de nieve) cuento sobre sus escaladas, Viena: Pro Esperanto 1988, 20 p.
- Kolektanto de ĉielarkoj (Coleccionista de arcoiris), novelas cortas y poemas, escritos originalmente en esperanto, Pisa: Edistudio, 1992, 117 p, ISBN 88-7036-052-0.
- Temuĝino, la filo de la stepo (Temudjin, el hijo de la estepa), novela juvenil sobre Gengis Jan, originalmente en servio
  - versión en esperanto de Tereza Kapista, Belgrado 1993, 68 p, ISBN 86-901073-4-7.

### Libro sobre el esperanto
- La importancia del idioma internacional en la educación para un mundo mejor, México, D. F.: Federación Mexicana de Esperanto, 1953, 13 p.
- The international language Esperanto, common language for Africa, common language for the world, escrito originalmente en esperanto y traducido al inglés por John Christopher Wells, Rotterdam: UEA, 1962, 11 p.
- Le problème linguistique au sein du mouvement des pays non alignés et la possibilité de la resoudre, Rotterdam: UEA, 1981, 16 p (Esperanto-dokumentoj 10).
  - Versión en esperanto: La lingva problemo de la Movado de Nealiancitaj Landoj - kaj ĝia ebla solvo, Roterdamo: UEA, 1981, 12 pagxoj (Esperanto-dokumentoj 13).

### Libros de aprendizaje del esperanto
- La trovita feliĉo, novela para perfeccionar el idioma, Buenos Aires: Progreso, 1945.
- Con Antonije Sekelj: Kurso de Esperanto, laŭ aŭdvida struktura metodo, 1960, 48 p.
- Conn Antonije Sekelj: Dopisni tečaj Esperanta, Belgrado: Serba Esperanto-Ligo, 1960, 63 p.

### Etnografía
Como consecuencia de sus viajes por los cinco continentes creó una importante colección etnográfica, que donó al Museo Etnográfico de Zagreb.
Recopiló también cuentos de diversas partes del mundo, que publicó en la antología Elpafu la sagon (Dispara la flecha), Rotterdam: UEA, 1983, 187 p, ISBN 92-9017-025-5 (= Serio Oriento-Okcidento 18).

### Obra lexicográfica
Tibor Sekelj colaboró en la redacción del diccionario museológico Dictionarium Museologicum, que apareció en 1986.